# Alcobaça e Batalha - Recordações de Viagem
Recollections of an Excursion to the Monasteries of Alcobaça and Batalha foi escrito por William Beckford em 1835, relatando os pormenores de uma sua excursão aos mosteiros mencionados no ano de 1794. Por esta razão, e também pela natureza mistificadora da personalidade  do autor a crítica divide-se quanto ao género da obra: se esta pertence à literatura de viagem ou às memórias.

## Retrato de uma Época
O relato de Beckford encontra-se povoado de personagens da História portuguesa, nomeadamente os seus dois companheiros de viagem o Prior de S. Vicente e o Grão Prior de Avis, mas também D. João VI,na altura príncipe-regente, D. Carlota Joaquina, o Marquês de Marialva e outros, não faltando a rainha D. Maria I, que, se bem que não aparecendo, faz-se ouvir com "(...)guinchos agonizantes(...)" indicadores da sua loucura.
A estes junta-se o séquito de Beckford: Franchi, o seu secretário português, Monsieur Simon, o chef francês, e o Dr. Ehrhart, o médico alemão; assim como um grande número nobres, monges e alcaides que formam um grotesco retrato da sociedade do fim do século XVIII, acima da qual brilha a figura sentimental e irónica do próprio autor.